# Hovea lanceolata
Hovea lanceolata là một loài thực vật có hoa trong họ Đậu. Loài này được Sims miêu tả khoa học đầu tiên.